# Вітроенергетика Франції

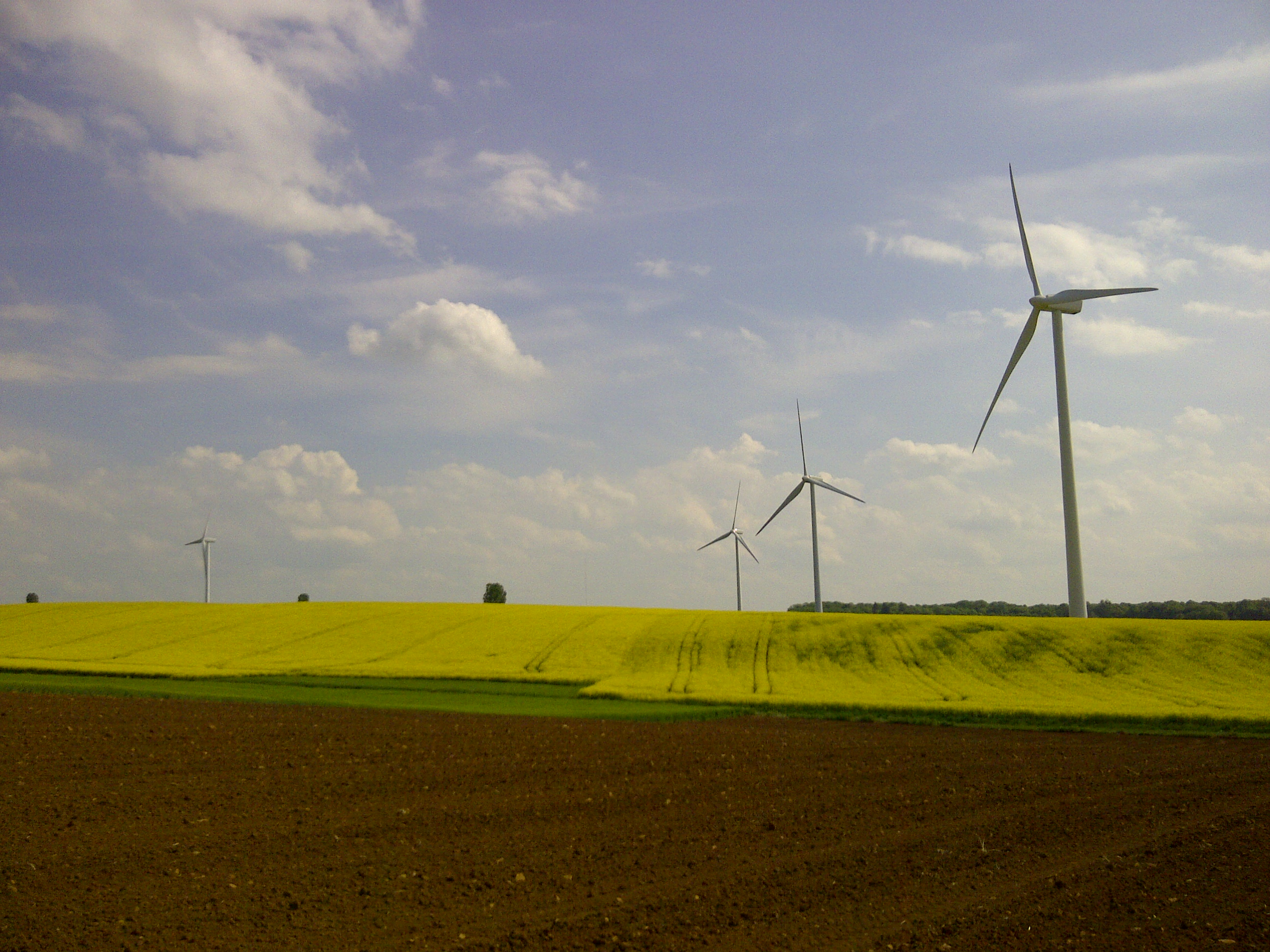
Вітряні турбіни у Шампань-Арденни.

Франція має третій за величиною ресурс вітрової енергії після Німеччини та Великої Британії. Électricité de France, найбільша французька компанія, яка працює у сфері виробництва і постачання електроенергії, планує збільшити потужність до 10 ГВт у 2010 році, зокрема і за рахунок вітроенергетики.
Французький уряд планує збільшити частку відновлювальної енергетики до 21 % від рівня споживання відповідно до Європейської директиви 2001/77/CE від 27 вересня 2001 року. Це означає, що Франція має виробляти 106 млрд кВт·год енергії з відновлювальних джерел у 2010 році, хоча виробництво у 2006 році сягало лише 71 млрд кВт·год. Вітроенергетика становить 75 % від 35 млрд кВт·год додаткового виробництва у 2010 році.
Загальна встановлена потужність на початку 2010 року (9 січня 2010 року, інші оновлення — див. посилання 2) — 4,521 МВт.
| Регіон                           | 28 серпня 2006 (MW) | 1 вересня 2007 (MW) |
| -------------------------------- | ------------------- | ------------------- |
| Центр — Долина Луари             | 244                 | 315                 |
| Лангедок-Русійон                 | 215                 | 281                 |
| Бретань                          | 168                 | 254                 |
| Лотарингія                       | 100                 | 208                 |
| Пікардія                         | 86                  | 193                 |
| Шампань-Арденни                  | 102                 | 157                 |
| Пеї-де-ла-Луар                   | 46                  | 104                 |
| Рона-Альпи                       | 90                  | 103                 |
| Овернь                           | 39                  | 92                  |
| Нор-Па-де-Кале                   | 72                  | 87                  |
| Південь-Піренеї                  | 33                  | 83                  |
| Заморські володіння Франції      | 27                  |                     |
| Заморська територія              | 24                  |                     |
| Нижня Нормандія                  | 26                  | 50                  |
| Верхня Нормандія                 | 16                  | 36                  |
| Прованс — Альпи — Лазурний Берег | 29                  | 31                  |
| Пуату-Шарант                     | 12                  | 21                  |
| Корсика                          | 18                  | 18                  |
| Лімузен                          | 9                   | 9                   |
| Аквітанія                        | 0                   | 0                   |
| Бургундія                        | 0                   | 0                   |
| Франш-Конте                      | 12                  | 0                   |
| Ельзас                           | 0                   | 0                   |
| Франція загалом                  | 1 300               | 2 042               |

Близько 67 МВт можуть бути додатково вироблені у заморських володіннях — це приблизно 1718 вітрових турбін.